# Johann Heinrich Albers

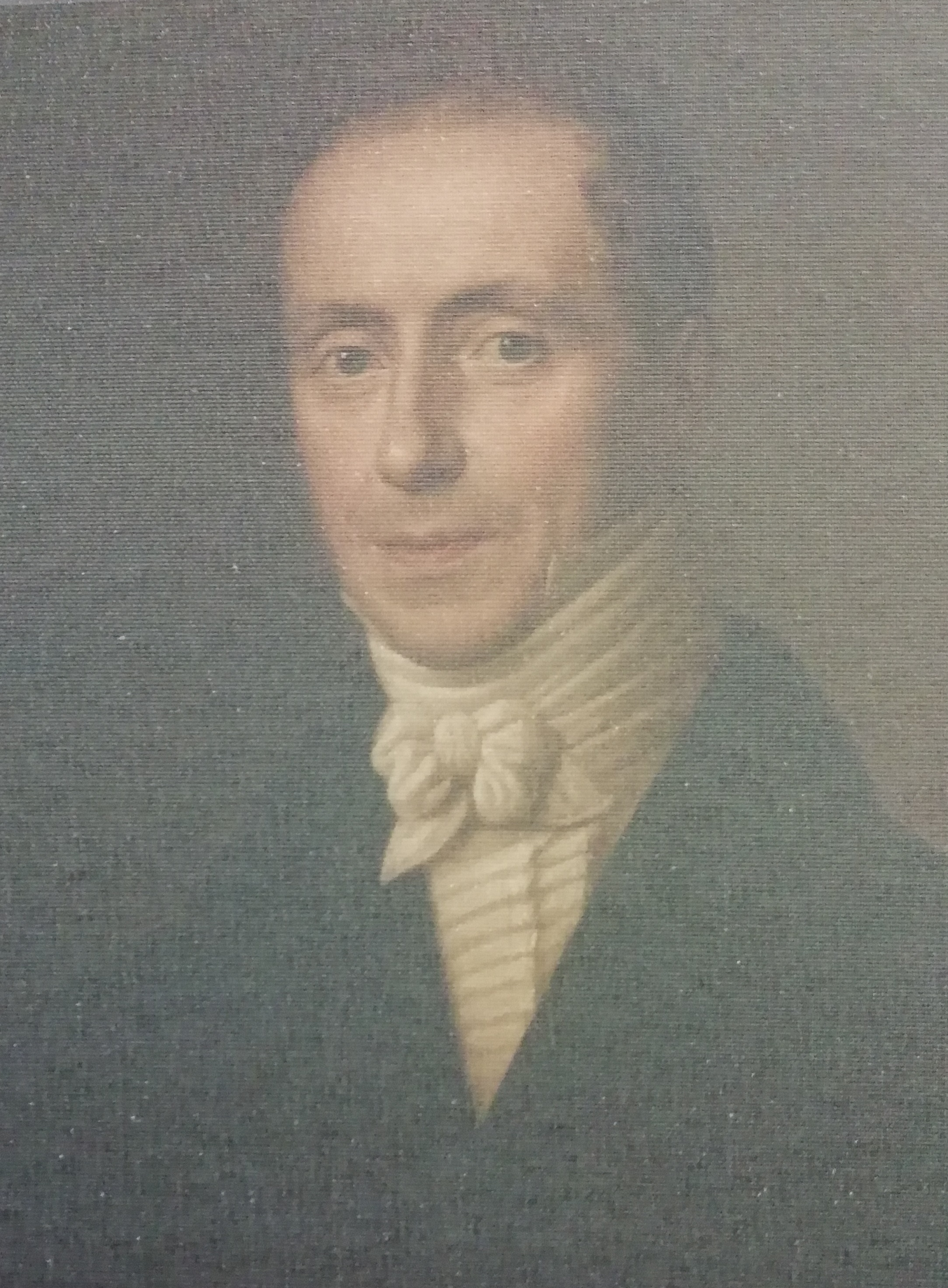
Rudolph Suhrlandt: Porträtgemälde des Johann Heinrich Albers, 1822.

Johann Heinrich Albers, auch Heinrich Albers, (* 14. September 1774 in Bremen; † 2. Dezember 1855 in Bremen) war ein deutscher Kaufmann und Mäzen.

## Biografie
Albers war der Sohn des Bremer Kaufmanns und Eltermanns Johann Christoph Albers. Er etablierte sich in London als Kaufmann, handelte vor allem mit Indigo und kam zu großem Reichtum.
Ab 1816 lebte er als unverheirateter Privatmann in Bremen. Er sammelte Kupferstiche und Ölgemälde  und war ein Verehrer von Rembrandt und Dürer. Er schenkte  viele Kunstobjekte dem 1823 auch von ihm gegründeten Bremer Kunstverein, wo sie als Sammlung Albers registriert wurden, und er unterstützte 1848/49 den Bau der Kunsthalle Bremen. Dem Kunstverein vermachte er 15.000 Blatt Grafik, darunter einige sehr wertvolle Stücke u. a. von Dürer und Rembrandt.

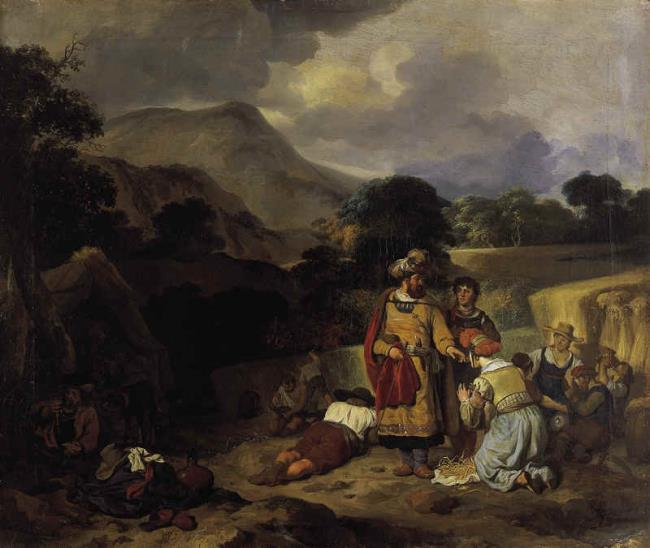
Boas und Ruth, 1651, von Gerbrand van den Eeckhout

Die Bremer Kunsthalle führt zwei Gemälde aus dem Vermächtnis von Johann Heinrich Albers auf: Boas und Ruth, 1651, von Gerbrand van den Eeckhout und Schwedische Landschaft, um 1660, von Allaert van Everdingen. Auch eine Gemmen-Abguss-Sammlung gehörte zu seinen Schenkungen.